# Epilampra haitensis
Epilampra haitensis är en kackerlacksart som beskrevs av Rehn, J. A. G. och Morgan Hebard 1927. Epilampra haitensis ingår i släktet Epilampra och familjen jättekackerlackor.
Artens utbredningsområde är Haiti. Inga underarter finns listade i Catalogue of Life.